# Alcara Li Fusi
Alcara Li Fusi település Olaszországban, Szicília régióban, Messina megyében. Lakosainak száma 1702 fő (2023. január 1.). Alcara Li Fusi Cesarò, Longi, Militello Rosmarino, San Fratello és San Marco d’Alunzio községekkel határos.

## Népesség
A település népességének változása:
| Lakosok száma | 1947 | 1913 | 1702 |
|               | 2017 | 2018 | 2023 |